# Zdeněk Pouzar
Zdeněk Pouzar (ur. 13 kwietnia 1932 w Říčanach, zm. 4 czerwca 2023 w Pradze) – czeski botanik i mykolog.

## Życiorys
Zdeněk Pouzar urodził się 13 kwietnia 1932 r. w Říčanach pod Pragą. Jego rodzice byli nauczycielami. W 1936 r. rodzina przeprowadziła się do Pragi. W 1957 roku Pouzar ukończył  mykologię i fitopatologię na Wydziale Biologicznym Uniwersytetu Karola w Pradze. Zaczął działać w Czechosłowackim Klubie Mykologicznym, a w 1950 publikować artykuły w Česká mykologie. W latach 1957–1961 pracował w State Selection and Breeding Enterprise, potem  podjął pracę w Laboratorium Geobotanicznym w Průhonicach. Rok później instytucja ta została włączona do Instytutu Botanicznego Czechosłowackiej Akademii Nauk. Po śmierci Alberta Piláta zajął jego stanowisko w Muzeum Narodowym. Był aktywnym redaktorem czasopism Journal of National Muzeum i Acta Musei nationalis Pragae. W latach 1961–1981 Pouzar działał jako ekspert od identyfikacji gatunków grzybów podczas zatruć grzybami w Institute of Toxicology and Forensic Chemistry of the Charles University in Prague.

## Praca naukowa
Opublikował około 300 artykułów, z których większość była opisem wyników prac naukowych. W zakresie mykologii początkowo zajmował się grzybami wielkoowocnikowymi, potem drobniejszymi Corticiaceae i Polyporales i wieloma innymi grupami grzybów. W wielu badaniach i publikacjach współpracował z Františkiem Kotlabą. Razem m.in. opracowali krytyczną listę grzybów wielkoowocnikowych Czech.
Pouzar samodzielnie lub razem z F. Kotlabą, utworzył około 50 nowych rodzajów i opisał prawie 30 nowych gatunków grzybów. Przy nazwach naukowych utworzonych przez niego taksonów dodawany jest cytat Pouzar. Na jego cześć nazwano niektóre nowe gatunki i rodzaje grzybów: Geastrum pouzarii Staněk, Leucogyrophana pouzarii Parmasto, Phellinus pouzarii Kotlaba, Pluteus pouzarianus Singer, Pouzaromyces Pilát, Pouzarella Mazzer, Pouzaroporia Vampola i Wrightoporia pouzarii David et Rajchenberg.